# فخر الملك بن عمار
فخر الملك بن عمار كان آخر قاضي من طرابلس، من 1099 إلى 1109، قبل أن يستولي الصليبيون على المدينة.

## السيرة الذاتية
كان فخر الملك من بنو عمار، خلف أخيه جلال الملك علي بن محمد خلال الحملة الصليبية الأولى. في هذه المرحلة، امتدت أراضي بني عمار من طرطوس وحصن عرقة والخوابي، بالإضافة إلى طرابلس و جبيل وجبلة.
في عام 1099، عبر الصليبيون البلاد، حيث أبرم فخر الملك اتفاقًا مع مبعوثي الحملة الصليبية، يمنحهم حرية المرور لدولته، بل ويزودهم بالمؤن. لكن المبعوثين المبهرين بثروات طرابلس، أبلغوا القادة الصليبيين بذلك، مما أثار شغفهم. احتل ريمون تولوز طرطوس و مرقية وحاصر عرقة، بينما جودفري وروبرت كورتز حاصر جبيل.
في 9 مارس 1099، على أمل إقناع ريمون بالمغادرة، تداول فخر الملك شائعة عن وصول وشيك لجيش عباسي للمساعدة، لكن ريمون بعيدًا عن الاستسلام للذعر، دعا قادة صليبيين آخرين إلى جانبه. فور وصولهم إلى عرقة، تم نفي الإشاعة، وقرر جودفري وروبرت، بعد أن كانا غاضبين من اضطرارهما للتخلي عن حصار جبيل، العودة إلى القدس. ومع ذلك، أصر ريمون على مواصلة حصار طرابلس. عندما عرضت البيزنطيين المساعدة العسكرية لريمون، وافق على رفع الحصار في 13 مايو، لأنه لم يكن يريد أن يستفيدوا من الفتوحات، فتفاوض مع فخر الملك. في 16 مايو 1099، غادر الصليبيون طرابلس، وتوجهوا إلى بيروت في 19 مايو. عندما كان بالدوين الأول متجهًا نحو القدس، حذره فخر الملك من كمين نصبه دقاق بن تتش بالقرب من جبيل، الحاكم السلجوقي لدمشق، عندما وصل بالقرب من طرابلس.
في أغسطس 1101، أسر فخر الملك تاج الملوك بوري الذي عمل حاكمًا مستبدًا لجبلة، ومع ذلك تمت معاملته جيدًا وأُعيد إلى دمشق، حيث كان قد قمع تمردًا في جبلة قبل ذلك بعامين. التي تمردت على فخر الملك.
ابتداءً من عام 1102، كان على فخر الملك أن يواجه الهجمات المستمرة للصليبيين بقيادة ريمون، حيث استعاد طرطوس في أبريل 1102، وجبيل في أبريل 1104. بعد معركة حران في 1104، سأل فخر الملك سقمان بن أرتق، حاكم القدس للتدخل. سار سقمان إلى سوريا لكنه أُجبر على العودة إلى دياره.
ثم هاجم فخر الملك قلعة طرابلس في سبتمبر 1104، مما أسفر عن مقتل العديد من الفرنجة وإحراق جناح من القلعة. أصيب ريمون نفسه بجروح بالغة، وتوفي بعد خمسة أشهر في فبراير 1105. وحل محله ابن أخيه ويليام الثاني جوردان كقائد. على فراش الموت، توصل ريمون إلى اتفاق مع القاضي: إذا توقف عن مهاجمة القلعة، فسيتوقف الصليبيون عن إعاقة التجارة والبضائع في طرابلس فقبل القاضي.
في عام 1108، أصبح من الصعب أكثر فأكثر إحضار الطعام إلى الأرض المحاصرة. سعى العديد من المواطنين للفرار إلى حمص وصور ودمشق. تم إعدام نبلاء المدينة، الذين خانوا المدينة للفرنجة من خلال إظهار كيفية تزويدها بالطعام، في معسكر الصليبيين.
غادر فخر الملك طرابلس لطلب المساعدة من السلطان السلجوقي محمد بن ملكشاه، ذهب إلى بغداد في نهاية مارس بخمسمائة جندي والعديد من الهدايا. مر بدمشق، التي يحكمها الآن ظاهر الدين طغتكين بعد وفاة دقاق، وكان في استقباله بأذرع مفتوحة. في بغداد، استقبله السلطان باستقبال حافل، لكن لم يكن لديه وقت لطرابلس بينما كان هناك خلاف على الخلافة في الموصل. عاد فخر الملك إلى دمشق في أغسطس، حيث علم أن النبلاء قد سلموا طرابلس إلى الأفضل شاهنشاه، وزير مصر، الذين سئموا انتظار عودته. ومن ثم لجأ فخر الملك إلى جبلة. في يوليو 1109، استولى الصليبيون تحت تانكرد على جبلة، لكنه ترك فخر الملك يرحل بحرية.
بقي فخر الملك في خدمة السلاجقة، ثم دخل في خدمة الأتابك مودود الموصل، وأخيراً العباسيين الخليفة المستظهر. مات فخر الملك في 1118/9.